# یوری کیسیل
یوری کیسیل (انگلیسی: Yuri Kisil؛ زادهٔ ۱۸ سپتامبر ۱۹۹۵) شناگر اهل کانادا است.
وی در مسابقات کشوری و بین‌المللی در مجموع برندهٔ ۱ مدال نقره و ۷ مدال برنز شده‌است.